# Timm Thaler oder Das verkaufte Lachen (Roman)
Timm Thaler oder Das verkaufte Lachen ist ein 1962 erschienener Roman des deutschen Autors James Krüss. 

## Inhalt

### Rahmenhandlung
Der Ich-Erzähler Boy (in seinen biografischen Daten identisch mit dem Autor James Krüss) trifft kurz nach dem Zweiten Weltkrieg in einer Druckerei in Leipzig den erwachsenen Timm Thaler, der ihm an mehreren Abenden die Geschichte seiner Kindheit erzählt. Ein Mann, den Boy im Zug auf seiner Reise nach Leipzig unter mysteriösen Umständen kennengelernt hatte, trifft wieder mit Boy zusammen und versucht, ihn zu bestechen, die Geschichte nicht aufzuschreiben; der Ich-Erzähler lehnt das Ansinnen allerdings mit dem Hinweis ab, ihm sei das Schreiben wichtiger als Geld. Später stellt sich heraus, dass der geheimnisvolle Mann in Timms Geschichte eine wichtige Rolle spielt. Der Ich-Erzähler macht die Bemerkung, seine Geschichte habe ihn an „Peter Schlemihl“ von Adelbert von Chamisso erinnert.

### Timm Thalers Geschichte
Timm Thaler ist ein Waisenjunge, der in den 1920er Jahren bei seiner Stiefmutter und seinem Stiefbruder in einer mitteldeutschen Großstadt wohnt. An seinen Vater, der in Timms viertem Schuljahr bei einem Baustellenunfall ums Leben kam, hat er überaus glückliche Erinnerungen; unter anderem verbindet er ihn mit der örtlichen Pferderennbahn. Schikaniert von seinem Stiefbruder und von nostalgischen Gefühlen getrieben, geht er noch einmal dorthin und trifft dort den Baron Lefuet („Teufel“ rückwärts). Dieser kommt ihm in den folgenden Wochen immer näher und kauft ihm schließlich gegen die verlockende Fähigkeit, jede Wette zu gewinnen, per Vertrag sein Lachen ab.
Timm nutzt seine Fähigkeiten, merkt aber erst spät, wie viel ihm sein Lachen bedeutet, und versucht, es wiederzubekommen. Um den seit dem Vertragsabschluss untergetauchten Baron aufzuspüren, verlässt er seine Heimatstadt in Richtung Hamburg, da er schon früher den Wunsch gehegt hatte, zur See zu fahren. Er heuert auf dem Fracht-Passagierschiff Delphin, das Genua zum Ziel hat, als Steward an. Auf der Suche nach seinem Lachen steigert er sich in immer aberwitzigere Wetten in der Hoffnung, eines Tages eine Wette zu verlieren und dadurch sein Lachen wiederzugewinnen, da der Vertrag in diesem Fall nichtig geworden wäre. Er stellt aber bald fest, dass sein Gegenspieler über zumindest außergewöhnliche Fähigkeiten verfügt und auf geheimnisvolle Weise von Timms Plänen Kenntnis zu haben scheint, zudem muss er sich an den Knebelparagraphen halten, der es ihm verbietet, über sein verlorenes Lachen oder seine Wett-Gewinnfähigkeit zu sprechen. Zu seinem Glück findet er unterwegs Freunde, allen voran den mysteriösen Kreschimir, der ebenfalls in vertraglicher Verbindung mit dem Baron steht, mit dessen „teuflischen“ Methoden und Zielen vertraut ist und so nach und nach Timms Vertrag errät.
In der steten Hoffnung, zu verlieren, wettet Timm schließlich darum, reicher als der Baron zu sein. Daraufhin täuscht dieser kurzerhand seinen eigenen Tod vor, ernennt Timm zu seinem Universalerben und nimmt seinerseits die Identität seines angeblichen Zwillingsbruders an, der nunmehr als Timms Vormund fungiert. Dadurch gerät Timm schließlich ganz unter den direkten Einfluss des Barons, der ihn auf diese Weise auch davon abhalten will, sein Lachen zurückgewinnen zu wollen. Als er von seinen bisherigen Freunden getrennt wird, gelingt es diesen nach einigen Irrungen und mit Hilfe eines illoyalen Geschäftspartners des Barons schließlich, sich zusammenzutun, den Baron zu überlisten, Timm aus dessen Fängen zu befreien und ihm mit einer verblüffend einfachen Lösung zu seinem Lachen zurückzuverhelfen.
Am Schluss macht sich der inzwischen erwachsene Timm mit einem Marionettentheater in Hamburg beruflich selbständig und hat am meisten Erfolg mit der Geschichte vom verkauften Lachen, letztlich seiner eigenen Lebensgeschichte.

## Hintergrund
Zur Verdeutlichung des „Teuflischen“ benutzte Krüss für den Namen des Barons das Ananym Lefuet, das rückwärts gelesen Teufel lautet.
Das Buch enthält Gesellschafts- und Konsumkritik, insbesondere bei den Schilderungen des sozialen Aufstiegs von Timms Stiefmutter und dem Kapitalismus als Religion des Barons. Eher am Rande treten dabei die „satanischen“ Eigenarten des Barons wie auch seine Spießgesellen in Erscheinung, etwa der als Signor Grandizzi getarnte Dämon Behemoth; gleichwohl werden sie zur Erklärung der teilweise übernatürlich anmutenden Fähigkeiten des Barons in der Handlung benötigt. Dem gegenüber stehen andererseits positive Beschreibungen von Timms kleinbürgerlicher Existenz, von seiner Freundschaft zu Reedereidirektor Rickert und dessen Mutter, zu dem Seemann Jonny und zu Steward Kreschimir, der dem Baron seine Augen verkauft hat.
Andere Stimmen vertreten die These, Krüss zeichne das Psychogramm Timm Thalers als dasjenige eines missbrauchten Kindes. Krüss habe das Drama eines Jungen geschrieben, der von einem Erwachsenen gefügig gemacht wird.

## Adaptionen
Es existiert ein zweiteiliges Hörspiel von Kurt Vethake, das im Zebra-Verlag veröffentlicht wurde.
Der Roman wurde 1979 für die 13-teilige Fernsehserie Timm Thaler adaptiert. Die Titelfigur spielte Thomas Ohrner, den Baron Horst Frank. Die Serie war die erste von 16 Weihnachtsserien des ZDF. 1981 wurde in der Sowjetunion der Roman als zweiteiliger Spielfilm unter dem Titel Das verkaufte Lachen veröffentlicht. Im Jahr 2002 wurde die 26-teilige deutsche Zeichentrickserie Timm Thaler veröffentlicht.
2009 inszenierte Grażyna Kania am Theater an der Parkaue in Berlin die Theateradaption Timm Thaler oder das verkaufte Lachen.
2017 kam Timm Thaler oder das verkaufte Lachen unter der Regie von Andreas Dresen in die Kinos, mit Arved Friese in der Hauptrolle sowie Justus von Dohnányi als Timms Gegenspieler.

## Timm Thaler / Lefuet /Boyin anderen Romanen von James Krüss
1977 schrieb Krüss eine Fortsetzung seines Romans unter dem Titel Timm Thalers Puppen, in der eine erneute Begegnung zwischen Boy, dem erwachsenen Timm Thaler, seinem Sohn Krescho und dem Baron geschildert wird. 
1986 erschien eine weitere Fortsetzung unter dem Titel Nele oder Das Wunderkind, die in Hamburg in den 1950er Jahren spielt. Nele, eine kindliche Freundin von Boy, wird von Lefuet zu einer großen Sängerin gemacht, darf im Gegenzug aber niemals weinen. Um ihr zu helfen, zieht Boy Timm Thaler hinzu. 
Timm Thaler ist zudem eine Figur in den Geschichten aus Tante Julies Haus, die Anfang der 1970er Jahre entstanden. Hier schildert Krüss die erste Begegnung zwischen dem jugendlichen Boy und Timm in den 1930er Jahren auf Helgoland. Als sie sich trennen, verspricht Timm Thaler Boy, er werde ihm eines Tages seine Lebensgeschichte erzählen.
Lefuet hat zudem einen kurzen Auftritt in Freunde von den Hummerklippen, eine Geschichte, die ebenfalls von Boy erzählt wird. 
Boy ist außerdem Erzähler (oder Erzähler der Rahmenhandlung) in einigen anderen Büchern von Krüss, unter anderem bei Die glücklichen Inseln hinter dem Wind.
Alle Romane und Erzählungen um Timm Thaler, Boy, Lefuet und weitere Figuren wurden von Krüss in den 1970er Jahren als Zyklus Die Geschichten der 101 Tage zusammengefasst und weitergeschrieben. 